# Sklop kuća Marinković u Komiži
Sklop kuća Marinković u gradiću Komiži, predstavlja zaštićeno kulturno dobro.

## Opis dobra
Sklop kuća obitelji Marinković u Komiži, poznat i kao sklop kuća u moru, nalazi se na malom rtu istočno od komiške rive. Izgrađen je tijekom 17. – 18. st. sa stilskim odlikama jednostavne barokne gradnje. Sastoji se iz nekoliko kuća s dvorištima, a iznimnu mu slikovitost daje njegov položaj te renesansno - barokni balkoni i kasnobarokni grbovi.

## Zaštita
Pod oznakom Z-7178 zaveden je kao nepokretno kulturno dobro - kulturno-povijesna cjelina, pravna statusa zaštićena kulturnog dobra, klasificirano kao "urbana cjelina".